# Instituciones culturales de México
Instituciones de apoyo y difusión de las artes y la Cultura mexicana, gran parte de las instituciones culturales son promovidas y apoyadas por el Gobierno Federal y los Gobiernos Estatales así como por las actividades realizadas por parte de las universidades, grupos artísticos independientes y 
.
Entre las instituciones que más destacan por su importancia en México se encuentran:
- Archivo General de la Nación. Considerado como el archivo más importante de América tanto por la antigüedad de documentos históricos que almacena como por el volumen de estos. La mayor parte de la colección del Archivo General de la Nación corresponden a la época virreinal de la Nueva España hasta la actualidad. Fundado a finales del siglo XVIII originalmente se denominó como el Archivo General de la Nueva España.
- Centro de Investigación y Docencia Económicas
- Centro Nacional de las Artes
- Centro de Realización Actoral de
- Instituto Nacional de Bellas Artes (INBA)
- Comisión Nacional para la Preservación del Patrimonio Cultural
- Consejo Nacional para la Cultura y las Artes
- Dirección General de Publicaciones
- El Colegio de México
- Fondo de Cultura Económica
- Fideicomiso para la Cultura México-EUA
- Fondo Nacional para la Cultura y las Artes
- Instituto Nacional de Antropología e Historia
- Instituto Goethe
- Los institutos de cultura de los estados

- Datos: Q5917031